# Shine: Journey of Light
Shine: Journey of Light (с англ. — «Сияние: Приключение Света») — это приключенческая инди-игра платформер, разработанная независимой немецкой студией Fox & Sheep GmBH. Игрок управляет огоньком, путешествующим в подземелье. Основная сложность игры связана с тем, что управляемый огонёк стремительно гаснет и его жизнь надо поддерживать, собирая другие огоньки. 

## Игровой процесс
Игрок управляет шаром света «муни», проходя через такие ландшафты, как подземные леса, гроты и шахты. Основная цель игрока — добраться до конца уровня. Огонёк может лететь только в одном направлении, а чтобы он взлетел, игрок должен нажать пальцем по экрану. Однако муни стремительно гаснет и игрок должен периодически собирать другие огоньки, встречающиеся на пути. В противном случае уровень будет перезапущен.
Муни двигается медленно, игрок должен составлять правильный маршрут, чтобы огонёк достиг нужной цели до того, как он погаснет. Игрок может собирать огоньки также под водой.
Всего в игре представлено 40 уровней, уровень сложности в игре можно охарактеризовать, как невысокий. На уровнях имеются контрольные точки в виде раскрывающихся цветов. Согласно сюжету, ночное небо украшают муни — огоньки, которые внезапно исчезли. Последний оставшийся муни спускается в подземелье в поисках своих сородичей и узнаёт, что пропажа может быть связана с завистливыми гоблинами.

## Создание и выпуск
Разработкой игры занималась независимая немецкая студия Fox & Sheep GmBH. Разработкой руководил Тимо Дриес, а над сценарием работала Штефи Теодора. Выдо игры состоялся 2 ноября 2018 года на мобильных платформах iOS и Android. На создание игры ушло в общей сложности 130.000 евро. Shine позиционирует себя, как «противоядие от неистовых платформеров», а сама игра призвана привлечь игрока вне зависимости от возраста. Shine сопровождает атмосферная музыка в ретро-космическом стиле. Её композитором выступает немецкий композитор Кристиан Майер, а его саундтреки позже были опубликованы на музыкальных потоковых сервисах. Сами же локации в игре были нарисованы вручную. Игровая механика в игре аналогична Flappy Bird, однако скорость игры снижена в 10 раз.

## Восприятие
Shine получила премию Webby в категории «голос пользователей» в 2019 году, а также была номинирована в категории «лучший опыт пользователя».
Редакция Tapsmart предупредила, что несмотря высокое качество Shine, её игровой процесс не новаторский и из-за своей специфики, игра вряд ли соберёт широкую игровую аудиторию.
Редакция Cult of Mac назвала Shine по настоящему потрясающей игрой для iOS, как Monument Valley или Alto’s Odyssey. Тем не менее с точки трения эстетики и игрового процесса, Shine больше всего похожа на Leo's Fortune
Гарри Слейтер с сайта Pocket Gamer заметил, что «иногда приятно играть в игру, не требующую от вас слишком многого. Вместо сумбурного игрового процесса Flappy Bird, в Shine нельзя умереть от удара с платформой, однако игровой процесс завязан на поддержании света». Таким образом критик заметил, что игра делает особый акцент на окружающем мире: «Как только вы начинаете играть, это похоже на то, как будто вас окутывает приятное и тёплое объятие. Вы хотите дальше играть, потому что игра заставляет вас чувствовать, что мир не так ужасен, как вы думали». Также критик отдельно похвалил распускающиеся цветы под видом контрольных точек, которые дополнительно усиливают впечатление от игры.
Несмотря на то, что игра достаточно медленная и позволят в полной мере наслаждаться окружающим миром, пространство по прежнему остаётся враждебным и может удивлять игрока внезапными засадами, приводя его в чувство гнева или разочарования, тем не менее критик считает это идеальным балансом сложности. Слейтер в итоге подытожил, что «Shine, это игра, в которую вы будете играть дождливым днем. Может быть, даже в дождливую поездку на автобусе домой. И это сделает эти скучные моменты немного ярче, чем они могли бы быть». Тем не менее критик заметил, что закончив в играть Shine, игрок и быстро забудет о её существовании.